# バイオハザード7 レジデント イービル
『バイオハザード7 レジデント イービル』（バイオハザードセブン レジテント イービル、BIOHAZARD 7 resident evil, 日本国外版：RESIDENT EVIL 7 biohazard）は、カプコンより2017年1月26日に発売されたゲームソフト。
キャッチコピーは「すべては恐怖のために」。
対応ハードはPlayStation 4、PlayStation VR、Xbox One、パソコン（Steam/Windows 10 UWP）。2018年5月24日にはクラウドゲームとしてグロテスクVer.がNintendo Switchに対応。
2022年6月14日にはPlayStation 5・Xbox Series X/S版のダウンロード販売が開始。基本的なゲーム内容は同一だがハード性能の向上によりレイトレーシング対応、高解像度/高フレームレート化、3Dオーディオ対応といった機能追加が行われ、Windows版もそれに準じたアップデートが行われた。それぞれPS4版からのアップグレードと、Xbox ONE版からのスマートデリバリーに対応している。
そして、Apple版iPhone/iPad/Mac向け2024年7月2日に発売する。

## 概要
『バイオハザードシリーズ』20周年記念作品第2弾。同シリーズゲームとしては、第1弾『バイオハザード アンブレラコア』（以降、『アンブレラコア』）より約半年振りとなり、ナンバリング作品としては前作『バイオハザード6』（以降、『6』）からおよそ4年振りのリリース。
時系列としては前作『6』での事件から4年後、アンブレラコアによる大量の感染者狩りから2年後の2017年7月頃である。民間人の主人公であるイーサン・ウィンターズが妻のミアから受け取ったメッセージを切っ掛けに、バイオハザードに見舞われたとある家に潜入し、彼女を救出するまでのストーリーが描かれる。
2016年6月14日よりPlayStation Plusの会員限定でPS4用の体験版タイトル『バイオハザード7 ティザー 〜ビギニングアワー〜』（バイオハザードセブン ティザー ビギニングアワー、BIOHAZARD 7 TEASER -BEGINNING HOUR-）が配信された。他のハード用の体験版も順次配信された。体験版タイトルにつく「ティザー」はティーザー広告を意味する。
本作は、シリーズで初めてCEROレーティングがCERO：Z（18才以上のみ対象）となる『バイオハザード7 レジデント イービル グロテスクVer.』（バイオハザードセブン レジデント イービル グロテスクバージョン）も発売されている。価格や基本的なゲーム内容は通常版と変わりないが、グロテスクVer.はグラフィックや演出面での残虐表現がより過激なものになっている。
なお、残虐表現が最も強いのは日本国外版であり、国内版のグロテスクver.でさえ日本国外版から切断描写の一部が削除されているため、完全に同一の内容ではない。通常版・グロテスクVer.両方とも、2016年11月10日に発売されたPlayStation 4 PROでプレイする場合、4K UHDTV解像度でのプレイが可能。
2017年12月14日に全てのDLCを収録したゴールドエディション（Gold Edition）が発売。通常版・グロテスクVer.両方ともダウンロード専売となるが、グロテスクVer.のみPS4パッケージ版も発売された。
「日本ゲーム大賞」「Golden Joystick Awards」「The Game Awards」など多くの権威あるゲームアワードにおいて賞を受賞した。
開発チームに授与される「CEDEC AWARDS」においても、「REエンジン」開発チームが「CEDEC AWARDS 2017 - エンジニアリング部門 優秀賞」を受賞して、『BIOHAZARD 7 resident evil』サウンド開発チームが「CEDEC AWARDS 2017 - サウンド部門 優秀賞」を受賞した。

## タイトル

海外版のロゴ

本作は、日本語版としては初となる、欧米版バイオハザードシリーズタイトルの『レジデント イービル（Resident Evil）』をサブタイトルに冠した。そのため、日本以外の他の言語版では『RESIDENT EVIL 7 biohazard』となり（『VIL』の一部がオレンジ色で『VII』に塗られている）、日本語版とは逆の表記になっている。
このようなタイトルになったのは、今回の内容が従来シリーズの日本版タイトルである『バイオハザード（生物災害）』および日本国外版でのタイトル『Resident Evil（内に潜む悪）』の双方に該当しているためだとされている。
「BIOHAZARD」の「Z」の部分はオレンジ色で「7」に塗られている。
なお、日本国外版タイトルをそのまま冠したのは本作のみで、2019年1月25日に発売されたリメイク作品『バイオハザード RE:2』からは、日本国外版タイトルの頭文字「R」と「E」を掛け合わせた「REシリーズ」となっている。

## 開発
『バイオハザード7』の開発中の一部コンテンツを『KITCHEN』（キッチン）というタイトルでプロジェクト・モーフィアス（PlayStation VRの開発中のコード名）専用コンテンツとして2015年のE3と東京ゲームショウに出展したところ、好評を博した。ホラーゲームとVRは相性がいいことが判明したため、一部ではなく『バイオハザード7』全体をVRに対応することが決定した。
「新生バイオハザード」とも銘打たれており、プロデューサー・川田将央は、バイオハザードは『1』- 『3』と『4』 - 『6』でゲーム性が変化しているが、『7』ではまた新たな変革になると語っている。
カプコン統括プロデューサーの竹内潤によれば、プロダクトビジョンとして以下の4点を掲げて開発された。
1. ホラーにフォーカス。
2. ホラー映画『死霊のはらわた』がモチーフ - 広い世界ではなく狭い領域で展開させていくという意図。
3. 協力プレイ（COOP）なし - ホラー体験に集中してもらう意図。
4. シリーズ関連は最後だけ - シリーズキャラクターが出てきてしまうとキャラクターの個性などに縛られてしまうことを懸念した。

また、初代『バイオハザード』の体験に近いものにするため、真新しいシステムやイメージの一新を図ろうとした。一人称視点（FPS）やVRはフォトリアルにすることでさらに没入感を高めることを目的としている。
「カプコン伝説」第61回のコメントで、ディレクターの中西晃史は「例えば、父親（ジャック）はストレートな暴力によるスラッシャー系、母親（マーガレット）は生理的嫌悪感を煽る虫地獄系、息子（ルーカス）は映画『ソウ』のようなトラップ系の神経を締め付けられる感じ、といった感じでタイプを分けることで、なるべく長く怖がってもらえるようにしました。逆にいうと、ベイカー家の企画はそこを踏まえたもの」という風に、それぞれが異なる「恐怖」の演出を担うようデザインしたと述べている。

## ゲームシステム
REエンジンの導入と視覚システムの一新
上記のように従来のシリーズから大きくゲーム性を変格し、『4』から『6』にかけて主体だった第三者視点シューティングゲーム（TPS）から『ガンサバイバーシリーズ』や『クロニクルズシリーズ』のような主観視点の「アイソレートビュー」（FPS）に変更し、本作のために開発されたフォトリアルな新しいゲームエンジン「REエンジン」を搭載した。PlayStation VRにも完全対応しており、360度見渡してのプレイが可能である。
なお、REエンジンは本作での好評を受け、2019年に発売された『2』のリメイク作品『バイオハザード RE:2』にも搭載された。
本作でのライフの表現
本作のプレイヤーの体力は、後述の腕時計型デバイス「コデックス」にて表示される。『4』以降は体力ゲージという明確なパラメーターで体力を可視化していたが、本作では旧シリーズと同様のバイタルサインの波形のみが表示されるに留まり、具体的な残りのライフは不鮮明に表現されている。また、ダメージを負うごとに視界に血しぶきが溜まる演出が盛り込まれ、重傷を負うだけでも視界不良に陥り、操作にハンデを伴うことになる点も（仕様は違うが）旧シリーズと類似している。
本作でのセーブシステム
プレイデータのセーブは、マップ上の特定の箇所に設置された「カセットレコーダー」を操作することで実行される。このシステムは『1』から『4』にかけて存在した「タイプライター」の形式を彷彿とさせるものであるが、特に高難易度「Madhouse」では『3』までの「インクリボン」と同様に「カセットテープ」なる専用の消費アイテムが必要であり、「プレイ中のセーブ回数に上限がある」という過去作の難度を踏襲している。
アイテム入手可能数の制限
『4』『5』『6』ではアクションゲーム性が色濃く、敵を倒すたびに一定確率で弾薬や回復アイテムをドロップするので「敵を倒せる限り無尽蔵に物資が入手できる」という面があったが、本作では『3』までと同様にエネミードロップのシステム（キーアイテムを所持するボスを除く）を廃し、消費アイテムの入手可能数に制限が課せられた。そのため、無謀な敵の殲滅などで希少なアイテムを浪費することはプレイヤー自身の戦況を悪化させることを意味し、適切なアイテムの使用方法やその判断力が求められる（後述のCRAFTも参照）。
CRAFT
本作での探索中に入手する弾薬や治療薬といった消費アイテムは多くの場合、発見時は使用できないか効果が薄い不完全な「材料」の状態になっている。そういった際には合成用アイテム「薬液」を組み合わせて生成することで物資を調達していく。そのほか、より高い効果のアイテムを生み出せる「薬液（強）」や生成済みのアイテムを薬液に戻す「分離剤」が存在し、調合する組み合わせが揃えばクラフトスロットの欄に記録され、手順を省略できる。これら「薬液」の入手頻度は「材料」を下回るため、プレイスタイルや状況に合わせて弾薬か治療薬かを選択することが求められる。
影絵パズル
本作での「謎解き」で最も多用されている要素。特定の場所にライトで照射された絵画や落書きの一部が輪郭のみで欠損しており、ライトの前にアイテムをかざし、その影の形を不完全な部分に重ねることで絵を完成させると、連動して屋敷のさまざまな仕掛けが作動する。
不完全な絵を完成させるには、その影の角度を微調整して型に当てはまるよう操作しなければならないことはもとより、ライトにかざすべきアイテムが何であるかも推理しなければならない。
Found Footage
本作のキーアイテムとして「ビデオテープ」が登場する。このアイテムは特定の場所に設置されているビデオデッキを用いて再生すると、「その映像の撮影者たる人物の出来事を追体験する」という形式で、プレイアブルキャラクターが主人公のイーサンからその人物へ一時的に変更される。ビデオの内容は現実にとっての「過去」に当たるため、その映像（プレイ内容）が攻略のヒントになっていたり、なにかしら現実でリンクすることもある。
アンティークコインと鳥籠
どちらもマップ上の特定の箇所に配置されたアイテムとオブジェクト。アンティークコインはアイテムとして所持でき、鳥籠に表記された枚数分のコインを投入することで内部に収納されたアイテムを入手できる。
ミスターエブリウェア人形
エリア内の特定の位置に配置されている手乗りサイズの首振り人形。『4』での「青いコイン」、『5』と『6』での「エンブレム」に相当するオブジェクトで、どのような攻撃でも一撃を与えることで粉砕でき、1体でも破壊するとトロフィー「どこにでもいる」が、全20体を破壊するとトロフィー「もうどこにもいない」の称号が獲得でき、その後に本編をクリアすれば、それ以降のプレイから隠しアイテムが開放される。

## あらすじ
主人公イーサン・ウィンターズは、3年前に突然行方不明となった妻ミアをずっと探し続けていた。2017年7月のある日、ミアから「迎えに来てほしい」というメッセージが送られてくる。イーサンはメッセージの情報を頼りに、ルイジアナ州ベイカー農場の跡地に赴く。
イーサンは廃墟となったベイカー邸でミアと再会するが、ミアは次第に様子がおかしくなっていき、ついにはイーサンを殺そうと襲いかかってくる。やむなくミアを打ち倒すことで難を逃れたイーサンだったが、その直後に背後から謎の人物に襲撃され、意識を失う。やがて目を覚ましたイーサンが見たものは、おぞましい料理の乗った食卓を囲むベイカー家の住人の姿だった。
ベイカー家の主人で不死身の怪物ジャック、その妻で羽虫を操る妻マーガレット、トラップに凝っている猟奇趣味の長男ルーカス、そして車椅子に座りほとんど動かないにもかかわらず屋敷の異なる場所に出没する謎の老婆……。彼らにより屋敷に囚われてしまったイーサンは、電話でコンタクトを取ってきたベイカー家の末娘ゾイの協力を得ながら、狂気に満ちたベイカー家の館からの脱出を試みる。
長い探索の果てに、ミアやベイカー家を襲ったバイオハザードの真実が解き明かされ、謎の少女・エヴリンの特異菌と精神感応により、ミアやベイカー家が操られていることが判明する。そしてイーサンは、すべての元凶である屋敷に潜む邪悪な存在（レジデント イービル）である、エヴリンと対峙することになる。

## 登場人物
声優の表記は英語版/日本語版の順。

### 主要人物
イーサン・ウィンターズ
声 - トッド・ソリー / 木内秀信
本作の主人公。
既婚者だが3年前に妻のミアが謎の失踪を遂げており、突如彼女から届けられたメッセージをきっかけに単身でベイカー邸を探索していたところ、「ベイカー一家」に拉致された。
物語は基本的に彼の主観視点で進むため、外見が確認できるのは一部のムービーのみであるが、そのムービーでも地面に突っ伏して気絶していたりなど顔はほとんど見えないようになっている。
ベイカー邸に足を踏み入れた際にエヴリンの特異菌に感染しており、手足に切断のような重傷を負っても簡単な手当で完全に回復するなど、エヴリンの支配を受けるほど重症ではないものの異常な再生能力を手に入れていた。
システムエンジニアであり、これといったスポーツ経歴も持たないが、事件の僅かな間に優れたサバイバル能力を開花させる。
『End of Zoe』エンディングではクリスを介してゾイと電話で会話し生還を喜んでいた。
ミア・ウィンターズ
声 - ケイティ・オハガン / 樋口あかり
3年前から行方不明になっていたイーサンの妻。
イーサンは彼女の名前で送られてきた「迎えに来てほしい」というメッセージに従ってベイカー邸を訪れたが、冒頭ではイーサンに「あなたに嘘をついていた」「私を探さないで」というメッセージを送ろうとしていたり、ベイカー邸で彼と再会した際には突如として凶暴化し襲い掛かるなどの不可解な行動を見せる。
その正体はエヴリンを開発した組織に所属する工作員であり、自分の仕事については夫のイーサンには秘密にしていた。行方不明となった際には生物兵器であるエヴリンの護送のために船に乗り込んでおり、エヴリンが引き起こしたバイオハザードから唯一生き残り、その後ベイカー一家に保護される。その際に特異菌に感染しており、ベイカー一家に対して「黒髪の少女を見つけても接触してはならない」という旨のメモ書きを残すも時すでに遅く、エヴリンを保護したことにより一家は一夜のうちに感染させられてしまい、自身もベイカー家から抜け出すことが出来なくなってしまった。
ジャックたちのように完全に支配されてはいないが症状の進行によってエヴリンの影響を受けており、彼女に唆されてイーサンに襲い掛かっていた。そのため、血清によってエヴリンの支配を断ち切らなければ脱出できない状況に陥っている。
本編中盤では彼女の過去の謎に迫る必要事項として一時的にイーサンからプレイアブルキャラクターが変更され、途中のFound Footage（ビデオテープ）も強制的に再生させられる。

### ベイカー家
ゾイ・ベイカー
声 - ジゼル・ギルバート / 小林ゆう
ベイカー邸を訪れたイーサンを電話でサポートする謎の女性。その正体はベイカー家の長女。
また、ジャックに拉致されたイーサンの手当てを行い、腕にコデックスを付けたのも彼女である。
他の家族とともに特異菌に感染してしまうが、ミアの残したメモ書きで血清の事を知り、イーサンがやって来るまでの3年間孤独な抵抗を続けていた。一家から脱出するためイーサンに助力し、血清の精製に必要な「D型被験体」の頭部を回収していたが、その途中で兄のルーカスにボートハウスへと連れ去られてしまう。
後にイーサンに救出され血清を2つ精製するが、片方はジャックを止める為に使用してしまったため、もう一つの血清を彼女とミアのどちらに使用するかでエンディングが分岐する。
正史となるのは血清をミアに使用するルート。本編ではその後の彼女について触れられておらず、後日談であるDLC『End of Zoe』で結末が描かれる。
『End of Zoe』ではイーサン達と別れた後、エヴリンによって石灰化させられてしまうが全身には及ばず、林の中で気を失っていたところをアンブレラ職員に発見される。そこへ近隣に住む伯父のジョーが偶然通りがかり、彼に一時保護されて治療薬を投与されるが量が足らず、治癒には至らなかった。その後、彼女を狙ったスワンプマンによって連れ去られてしまうが、ベイカー邸にてジョーによってスワンプマンが倒され、治療薬を投与されたことで目を覚ました。直後に駆け付けたクリス達によって保護と治療を受け、体内から特異菌を排除したことでエヴリンの呪縛から解かれることになった。直後にクリスを介したイーサンから生還を喜ぶ電話を受け、自分を決して忘れなかったことを感謝した。
続編の『8』では新聞記者となっている。ベイカー邸の事件ファイルを作っており、隠蔽されて愕然とした事や2年後にミアからお礼の手紙がBSAA経由で送られて喜ぶも、クリスがミランダを調査していた事を知り「事件はまだ終わっていない」ことを知る。イーサンとミアに会ってお礼を言うのが夢。
初回購入及び早期DL特典でのみ入手出来る「サプライボックス」は彼女からのメッセージ付き支援物資である。
ジャック・ベイカー
声 - ジャック・ブランド / 山路和弘
ベイカー家の主。マーガレットの夫でルーカスとゾイの父。
家族という概念に歪で異様な執着心を持っており、拉致したイーサンを「家族になる」と称して監禁し執拗な暴行を繰り返す。
ごく普通の初老の男性に見えるが驚異的な怪力と不死身の再生能力を持ち、スコップや棘付きのローラー、果ては大斧やチェーンソーに片刃を取り付けた巨大鋏を手にし、ベイカー邸からの脱出を目指すイーサンを執拗に追跡する。
元海兵隊員の農場主で、3年前に家族共々失踪したとされていた。しかし実際は、難破した船から流れ着いたエヴリンを保護したために特異菌に感染し、家族共々エヴリンに精神を支配されていた。以降は暴力的な面が目立つようになり、一家の周辺を訪れる旅行者や浮浪者を拉致・監禁していた。本来は家族思いの温厚な性格で、正気だった頃は民宿を開くことが夢だった。
「Welcome to the Family」のコメントによると、「タイラント」や「ネメシス」、「ウスタナク」といったシリーズを代表する「タフな生命力でプレイヤーを追い回すクリーチャー」という役回りを踏襲しつつも、「喋る」という人間性も併せ持つ新たな恐怖を持たせる敵キャラとして描かれている。「狂人と化した父親」というキャラクター性と名前は、ジャック・ニコルソンが演じた「ジャック・トランス」からインスパイアを受けたもの。
ベイカー邸からの脱出を目指す過程で幾度となくイーサンの前に立ちはだかった末、最後はボートハウスで完全にクリーチャー化した状態で襲いかかり、ゾイが完成させた血清を打たれた事で遂に倒された。その後、イーサンの精神世界内に正気を取り戻した状態で現れ、イーサンにエヴリンの正体とベイカー一家が豹変した経緯を打ち明けた後、エヴリンを止め家族を解放してほしいと懇願した。
兄のジョーが主人公を務めるDLC『End of Zoe』にてクリーチャー・スワンプマンとして再登場。言葉を発することはできるが聞き取りにくい。ゾイを連れ去ろうと幾度にもわたってジョーを襲撃する。ジョーからゾイを連れ去り、途中で出会ったアンブレラの隊員達を殺しながらベイカー邸へと帰宅し、追ってきたジョーと戦うも激しい肉弾戦の末殴り倒された。このクリーチャー化したジャックの誕生経緯や本人なのかどうかは、作中で断片的にしか語られず不明な点が多い（新生アンブレラの報告書の内容から、本人ではなく損傷を受けた際に切り離されたジャックの一部が、肉体を再構成し行動原理を模倣した分離体の可能性もあるとされる）。しかし、ゾイに対しては決して危害を加えず、共にベイカー邸へ戻ろうとしていた。
マーガレット・ベイカー
声 - サラ・コーツ / 伊沢磨紀
ベイカー家の母。ジャックの妻でルーカスとゾイの母。
「家族」として招かれた者に甲斐甲斐しく食事を振る舞うなど世話を焼こうとするが、ヒステリックな性格で、些細なことで怒り出して暴言を吐く。
ジャックと同じく凄まじい怪力と再生能力を持ち、旧館でイーサンを追跡する。特殊なランタンを用いて食人虫や食人蜘蛛を操り、遠距離から襲わせることで攻撃してくる。ある出来事の後、手足が長くなり、蜘蛛のような姿になる。
ジャックと同じくエヴリンに精神を支配されており、彼女からもらった物を祭壇で祀ったり自らの操る虫を我が子のように可愛がるなど、異常なまでの家族愛を抱いている。だが、本来はジャックと同様に温厚で心優しい人物であり、ジャックが難破船から保護してきたエヴリンを快く受け入れ、彼女に着替えや温かいスープを用意しようとしている。
また、変貌後も夫ジャックへの愛情は僅かながら残っており、「ベッドルーム」である手順を行うと、プレイヤーのクランシーを尻目に仲睦まじい夫婦の姿を見ることができる。
ルーカス・ベイカー
声 - ジェシー・ピメンテル / 佐藤せつじ
ベイカー家の長男で、ゾイの兄。胸にLCS[とプリントされたパーカーを着た細身の男。
素行の悪い不良で、過去のVTRに登場するテレビ局のクルーも彼の悪評を語っていた。
幼少時から発明大会で幾度も賞を取る程に機械工作などの才能に優れ、天才的な発想力を持つが、その才能を悪用する形で軍事関係者顔負けの巧妙なブービートラップや拷問具、武器などを製作。それらを使ってベイカー一家に拉致されてきた「家族」をゲーム感覚でいたぶったり、殺害する事を楽しんでいた。
非常にサディスティックな嗜癖の持ち主。また、軽薄かつ挑発的な態度とは裏腹に勘が鋭く、アンブレラの隊員達や、コネクション、遂にはエヴリンをも出し抜くなど、演技力や奸計にも長けた策略家でもある。その反面、自身の嗜癖や慢心が仇となって、詰めの甘さを見せてしまう事もある。
幼少期には、普通ではないと気づいた母親のマーガレットにより病院で検査を受けており、それを小馬鹿にした友人を自室に仕掛けたトラップによって閉じ込めて死亡するまで監禁するなど、特異菌に感染した事で人格が豹変した両親とは違い、彼自身のサイコパスじみた性格は生まれ持ってのものである。そのため、精神を支配されていたことに嫌悪を抱きつつもエヴリンに与えられた力を受け入れており、普通の人間に戻ろうとするゾイを侮蔑していた。
ジャックが「家族」として招いたにもかかわらずベイカー邸からの脱出を図ろうとするイーサンを標的に定め、物語の中盤でミアとゾイを拉致すると、イーサンに対し軽薄な態度で挑発を繰り返しながら自らの実験場へと誘い出した。しかし、最終的に全ての罠を突破されてしまい、テレビ越しの会話で捨て台詞を残しながらベイカー邸から脱出した。
本編中ではそれ以降、イーサンの前に立ちはだかる事はないが、後に手に入るファイルから、彼もエヴリンに他の家族同様感染し操られていたが、ある組織によって異様な再生能力を残しつつも精神支配から自我を取り戻していたことや、エヴリンに支配されているように装いつつ彼女の観察を行うなど組織に協力し、地下に隠された研究室の一室で秘密裏に組織とやり取りしていたことが判明している。
本編のエピローグストーリーであるDLC『Not a Hero』において、ベイカー邸から逃げ出した後は、パーナビー塩鉱の最深部にあるコネクションの研究所に逃げ込んでおり、先行したアンブレラの隊員3名を人質にとり、クリスを罠に誘い込み始末しようとした。また組織から派遣された職員達を皆殺しにした上で組織すらも裏切り、特異菌を他の組織へ売り込もうと画策していたが、罠を全て突破したクリスに追い詰められ、企みも阻止されてしまう。クリスの銃弾によって致命傷を負ったことで体内に残っていた特異菌が臨界に達し、巨大な人型クリーチャーとなってクリスに襲いかかるも無力化され、最後は頭部を撃ち抜かれて倒された。なお、特異菌のデータはクリスによってサーバー本体が破壊されたため、送信途中で阻止されている。
E-001エヴリン
声 - ポーラ・ローズ / 諸星すみれ
本作の事件における中心的存在。見た目は10歳前後の少女だが、その正体は、人間の胚に特異菌を組み込んで培養することで生み出された「B.O.W.（生物兵器）」。
「敵を殺すことなく支配下に置く兵器」というコンセプトで複数開発された被験体の中で、唯一全ての課題をクリアした被験体であり、「E型被験体」とも呼ばれていた。カビに酷似した性質の特異菌を体内で生成し自在に操る能力を持ち、それを周囲の人間に感染させることで、最終的には精神と肉体を完全に支配し思いのままに操ることができる。本作のラストボス。
生物兵器でありながら人間らしく明確な自我を持ち、性格は歳相応に無邪気。しかし、その精神的な幼さと研究施設で孤独に過ごした経験から、「家族」という関係への歪んだ執着を抱くようになる。支配した人間に対しては擬似的な家族関係を築く行動を取る一方、自傷行為や他者への攻撃を迫るなど残酷な面も見られる。
元々は開発された研究施設に隔離されていたが、敵性組織による奪取の可能性が報告されたため、中米支部へと移送されることになった。両親を装ったアランとミアによってタンカーで移送されていたが、研究施設での生活に嫌気が差していたことから途中で脱走し、船内でバイオハザードを引き起こし壊滅させた。その後、船が流れ着いた沼地でミアと共にジャックに保護され、以降は自分を保護したベイカー一家を特異菌に感染させて支配した。その後も家族に対する執着は変わらず、ベイカー一家を利用して周辺を訪れる旅行者や浮浪者を拉致、監禁させていた。
謎の老婆
声 - パトリシア・マクニーリー / 田畑ゆり
ベイカー家の“祖母”とされている車椅子の老婆。
一見すると事切れた遺体のようだが、しっかりと生きている。老化により体力が殆ど残っていないのか、眼球運動のみでコミュニケーションを取ることが多い。本館の各所に神出鬼没に現れるが、ただこちらを見つめるだけで害はない。プレイヤーから攻撃を与えることも不可能で、銃器の照準を合わせようとしても強制的に構えを解除してしまう。
その正体は、過去にベイカー家に存在した本物の祖母ではなく、能力の副作用により急速に老化したエヴリン本人。エヴリンは、その強力な能力の副作用として細胞の劣化速度が非常に速く、何もしないと通常の人間の25倍の速度で老化してしまい、精神にも問題を来たしてしまう（どちらの副作用もエヴリンが胚〈胎児〉の時に菌に感染させられた事による遺伝子の変異によるもの）。そのため、劣化を抑え込む薬品を定期的に投与する必要があった。しかし、ベイカー邸へ逃れて以降は薬の投与が出来なくなって劣化が抑えられなくなり、3年（正確には劣化現象が始まって僅か1年ほど）という短い月日で現在の老婆のような姿へと変わってしまった。作中で所々に現れる少女の姿は、彼女が感染者に見せている幻覚である。
作中で家族写真を見ることが出来るが、そこに「祖母」の姿は写っていない。また、序盤の廃屋で発見する老婆だけが写った写真の裏に識別番号と思われる数字が書かれているなど、序盤からその正体に関しての伏線が張られている。

### その他
アラン・ドロニィ
声 - キップ・パルデュー / 水内清光
ミアと共にエヴリンの移送任務に就いていた特殊工作員。
エヴリンの父親を装ってタンカーで彼女を移送していたが、脱走を許してしまい、その際に特異菌に感染してしまう。その後、エヴリンによって全身の特異菌を活性化させられ死亡した。
デイビッド・アンダーソン
声 - ハリィ・ウィリアムズ / 河合みのる
失踪事件の捜査のためにベイカー邸を訪れていた警察官。階級は保安官補佐。
頑固で融通の利かない性格。
その性格はイーサンに助けを求められるが、錯乱していると判断したのか、まともに取り合わなかった所からも見て取れる。
また、体験版『ビキニングアワー』脱出ENDで、ジャックの魔の手から奇跡的に生還した男性（体験版主人公）の通報を、証拠品を紛失したために妄想と決め付け、捜査を打ち切ったのも彼である。
イーサンに拳銃を貸してくれと言われるが、拳銃ではなくポケットナイフを渡し、ガレージに向かわせる。ガレージでイーサンと合流後も、脱出を懇願する彼の言葉に耳を貸さず、彼を尋問する。しかし、背後から迫るジャックに気付けず、頭部にシャベルを突き刺され惨殺された。しかし、彼の所持していたポケットナイフとハンドガンは、脱出を目指すイーサンの大きな助けとなった。
後に彼の遺体は全身に特異菌が繁殖した挙句、ルーカスの手で切断された頭部がトレーラーハウスの冷蔵庫に、胴体は地下の解体室に安置され、それぞれイーサンへのメッセージまたはアイテムを隠したメッセージボード代わりに利用された。
クリス・レッドフィールド
声 - デビッド・ボーン / 東地宏樹
1998年に発生した洋館事件の生き残りで、ラクーン市警察（R.P.D.）の特殊部隊“S.T.A.R.S.”の元メンバー。年齢は44歳。以前まではBSAA北米支部アルファチーム隊長だったが、本作では新生アンブレラ社[通称:ブルーアンブレラ]に派遣されている。
ラーキング・フィア作戦にＢ.Ｏ.Ｗ.オペレーションの作戦顧問として参加しており、終盤に新生アンブレラ社のヘリコプターでイーサンを助けにくる。
劇中では「レッドフィールド」としか名乗らないが、エンディングのスタッフロールでフルネームが判明する。本編の後日談を描いたDLC「Not A Hero」の主人公を務める。筋肉質な体格であった『5』や『6』に登場した頃に比べて初期の作品に近い若干細身の体格となっているが、カウンターで敵を殴り飛ばすなど、卓越した腕力は健在。
「Not A Hero」ではルーカスを確保するため、またルーカスに拉致された先行隊員達を救出するために廃鉱へと潜入するもルーカスの罠によって隊員達は死亡してしまい、自身も左手にリモコン式爆弾を付けられてしまう。爆弾を起動させられるも液体窒素によって機能停止させ、また仕向けられる罠を全てかいくぐりルーカスを追い詰める。最後はクリーチャーとなって襲い掛かるルーカスにとどめを刺し、またエヴリンのデータを組織に転送される寸前で阻止し作戦を成功させた。その後も事件の事後処理のために留まり、「End of Zoe」のエンディングではジョーとゾイを保護し、彼女の生還をイーサンへ伝えた。
クランシー・ジャービス
声 - トニー・ボーゲル / 関雄
テレビ局のカメラマン。
後述のようにイーサンが行動する本編の時点では既に故人であり、本編で直接登場することは無いが、「発禁フッテージ」を含めたビデオテープの大半が彼の過去に起こった出来事を撮影したものであり、「番外編」での主人公と言える存在。
テレビ局のインターネット配信用オカルト番組「スーワ・ゲーターズ」の取材として、同僚のアンドレ、ピーターとともに3年前に空き家となったはずのベイカー邸に足を踏み入れ、ジャックに拉致された。
その後は、一時ピーターと一緒に監禁され、脱出を試みるも、ピーターは豹変したミアによって殺害され（VR体験コンテンツ『KITCHEN』）、自身はマーガレットによって彼女の寝室に監禁されてしまう（DLC『ベッドルーム』）。その後、彼女の目を盗んでどうにか脱出に成功するも、ベイカー邸内を逃げまわった末にジャックに捕まり、モールデッド達が蔓延る地下室に放り込まれる（DLC『ナイトメア』）。なんとか一晩耐え凌いで地下室からは脱出したものの、運悪くルーカスの実験場へ迷い込んでしまい、今度は彼に拉致、拘束される（DLC『21』）。
ルーカスが仕掛けてきた最初の殺人ゲームはクリア出来たものの、解放される事なく次のゲームに参加させられ、仕掛けられた罠に気付くことができずに焼死した（ビデオテープ「バースデー」）。
なお、本編では実験場のとある場所で、彼と思しき焼死体がメッセージボード代わりに配置されている。
クランシーを含めたテレビ局クルー3名のフルネームは、ゲーム中のファイルで閲覧できる彼らの失踪記事で確認できる。
アンドレ・スティックランド
声 - クリストファー・アッシュマン / 志村知幸
ビデオテープ「廃屋取材」に登場するテレビ局のプロデューサー。
インターネット番組「スーワ・ゲーターズ」の撮影の為に、ピートとクランシーと共に廃屋へ訪れるが、取材の最中に姿を消し、後に廃屋の地下で（恐らく）ジャックによって惨殺された状態でクランシーに発見される。
また、本編序盤に訪れる廃屋の地下で彼と思われる遺体が水の中から浮き上がってくる。
ピーター・ウォーケン
声 - ロバート・ヴェスタル / 落合弘治
ビデオテープ「廃屋取材」に登場するテレビ局のキャスターで、インターネット番組「スーワ・ゲーターズ」のMC。愛称は「ピート」。
かつては有名番組のキャスター（アンドレ曰く「週末の代理役」）だったらしく、今もその栄光が忘れられないのか、「スーワ・ゲーターズ」の仕事を不服に思っており、スタッフのクランシーやアンドレに対してやや傲慢な態度をとる。
クランシー、アンドレと共に廃屋へ訪れるが、突然失踪したアンドレを探している最中にクランシーと共に拉致された模様で、VR体験コンテンツ『KITCHEN』にて共に拘束されていたクランシーを起こし、落ちていた包丁で彼の拘束を解こうと試みるが、その最中にミアに襲撃され、クランシーを庇いながら必死に応戦するが、最終的に首を切断され殺害される。
ホフマン
声 - 不明 / 松本忍
DLC『21』に登場する男性。麻袋を被せられており、素顔はわからない。
ルーカスに捕えられ、クランシーとブラックジャックで闘わされる。
1回目の敗北で右手の指を五本失うが、「家族のもとに帰りたい」という執念から再戦を要求。2回目の敗北でルーカスが改造した最大出力の電気ショックを喰らって意識を失う。その後、ルーカスの操り人形にされて無理矢理3回目の勝負をさせられるも敗北し、ルーカスが作った「スーパー残虐マシン」（通常版では爆弾、グロテスクVerでは丸鋸）の餌食となってしまう。マシンが動き出した直後に目を覚ますも、スーパー残虐マシンの作動により死亡した。
家族がいるらしく、娘の名前はメリッサ。必ず生還して再会すると口にしていたが叶うことはなかった。
体験版主人公
声 - トッド・ソリー / 木内秀信
本編開始以前にジャックに拉致され、廃屋に閉じ込められていた探索者。本名や森を訪れた経緯については語られない。
後のイーサン同様に「廃屋取材」での惨劇を観てしまい、幻覚に苛まれながらもモールデッドの追撃をかわして脱出。地元警察に通報したが、デイビッド・アンダーソンが捜査を行ったところビデオテープなどの証拠品が見つからなかったことと、血液に微量の薬物が検出されたことから思い込み・妄想と判断され、捜査は打ち切られた。
リアクションボイスはイーサンの流用。
トラヴィス
本編以前にベイカー家に拉致され、本館に脱出のヒントとなるメモを遺した探索者。
イーサンが訪れる以前に恋人（あるいは妻）のコートニーと共にベイカー家に拉致され、マーガレットの料理を食べた事によって特異菌に感染し、本館地下の焼却炉の中に閉じ込められていた。
その後、中でブレード・モールデッドに転化し、閉じ込められていた焼却炉を開けたイーサンと戦うことになる。
オリバー
ルーカスの幼い頃の友人。本館にあるルーカスの日記に名前のみ登場。
ルーカスに対して「お前は頭の病気だ」とからかったことから、ルーカスに屋根裏部屋に閉じ込められ、そのまま死亡した。屋根裏は、ルーカスによって簡単に入れないように工作されており、ジャックやマーガレットも気づかなかった。
ジョー・ベイカー
声 - ゲイジ・マーベリック / 廣田行生
『End of Zoe』の主人公。
ジャックの兄で、ゾイやルーカスにとっては伯父に当たる。
ベイカー邸に近い沼地の小屋で孤独に自給自足生活を送っていた。初老の男性だが、ワニが生息する地域に居を構えるだけあって秀でたサバイバルスキルを持っており、拳だけでモールデッドを撲殺できるほど腕力が強く、（マーガレットが生んだクリーチャーではなく）野生の百足や芋虫、ザリガニといった生物を捕まえては生で食して体力を回復するなど野性的な一面を持つ。反面、頑固で融通の利かない性格と世間から離れて近況に疎い面があり、ゾイを救出に来た隊員の説明を信用しなかったために少なくとも一人を死亡させる原因になった上、近隣に住みながら3年以上もベイカー邸の異変に気付かずにいた。
ジャックに負けず劣らずの家族愛の持ち主であり、姪であるゾイを助けるため治療薬を求めて奔走することになる。沼地を探索して治療薬を手に入れるが、スワンプマンによってゾイを連れ去られてしまう。終盤、スワンプマンの正体が弟のジャックである事を知り動揺するが、ゾイを助けるためにジャックと対決する事を決意、途中でAMG-78を手に入れジャックが逃げ込んだベイカー邸へと乗り込む。激しい肉弾戦の末、別れの言葉を叫びながら最大出力のパンチを叩き込んでジャックを倒した。そしてゾイに治療薬を使用し目を覚まさせる事に成功。その後、治療を受けたゾイに「ジャックは最期までお前を愛していた」と告げた。
ベロニカ
クリスをサポートするアンブレラ社の女性で、名前は声優のインスタグラムで判明。
マルケス
アンブレラ社の隊員の一人。
イーサンを保護した後、クリスよりも先にルーカスを確保するために廃鉱へ向かうが、逆にルーカスによって捕らえられる。
クリスが来たときには廃鉱の奥で首に爆弾を付けられて倒れているが、普通に助けようとするとトラップが作動するため、先にトラップを解除する必要がある。
助けられた後はクリスと共に脱出しようとするが、前述の爆弾を起爆されて死亡する。
その他、『The Beginning Hours』では、当初ベイカー一家では犬（この動物自体がクリーチャーとして設定されていたのかは不明）を飼っており、序盤の晩餐シーンにも参加させる予定だったが没にされたとコメントがある。

## 登場クリーチャー
モールデッド
人型ではあるが、眼球のない頭部に真っ黒な体色、鋭く異様に発達した牙と爪を持つ怪物。
エヴリンの操るカビ状の特異菌によって生み出された生命体である「カビ人間」。感染者が転化しモールデッドへと変異してしまう他、増殖した特異菌からも生み出されることがある。生存本能による獰猛さと大型肉食獣と同等の戦闘能力を持ち、攻撃されると感染してしまうことになる。
頭部が弱点であるほか、身体の接合が非常に脆く、肩や股関節に攻撃を集中すれば容易に四肢を切断できる。頭部を腕で守る行動が見られるが知能自体は低く扉の開閉が出来ない。
追加DLC「ジャック 55th バースデー」では、頭に様々な種類の帽子を被ったややコミカルな出で立ちで登場する。
ゾンビやB.O.W.などさまざまなクリーチャーが登場した過去作と異なり、今作ではボスを除けばこのクリーチャーしか出現しないが、下記のような派生種がゲーム進行によって出現する。
ブレード・モールデッド
基本形の人型から右腕が刃状に変化した強化個体。銃弾を弾くほど硬質化され、盾としても機能する武器となっている。しかし関節は通常個体同様に脆いため、右肩を破壊して腕ごと刃を落とすことも可能。
廃屋と邸内で発見するファイルの内容から、イーサンが最初に交戦したのは彼以前にベイカー家に拉致され、脱出のヒントをメモに書き残したトラヴィスという男性が転化させられた個体であることがうかがえる。
ダブル・ブレード・モールデッド
有料DLC『End of Zoe』に登場する頭部と両腕が刃状に変化したモールデッド。
クイック・モールデッド
過去作のリッカーなどのように壁や床を走り回る、四足歩行型のモールデッド。俊敏な動きと高い攻撃力を併せ持つが通常の個体と比べて耐久力は低く、獲物を狙う際に一瞬動きを止める傾向が見られる。
ファット・モールデッド
猛毒の酸を放射する、肥満体のモールデッド。通常の個体と、強力な大型個体の2種類が存在し、各要所に中ボス的な存在として現れる。遠距離攻撃があるだけでなく、耐久力が非常に高めで、その姿からは想像できないほど突進力もあるため、かなりの強敵である。
ヘッドレス・ファット・モールデッド
『Not A Hero』に登場するファット・モールデッドの亜種。頭部と両腕がない個体。プレイヤーに走りよって自爆するという攻撃のため、トラップ的な意味合いが強い。
WM-002フューマー
無料DLC『Not A Hero』に登場する白いモールデッド。
通常のモールデッドよりも大型で体色が白く変色している個体。体からは白い煙が立ち込めているのも特徴。驚異的な再生能力を持ち、瞬時に再生してしまうため、通常の銃弾や爆発物では倒すことができない。しかし、ラムロッド再生阻害弾を撃ち込めば1発で仕留めることができる。
ちなみにそれ以外の攻撃をした場合、「警告：高再生能力により攻撃無効」の表示が出るようになっている。
WM-001ママ・モールド
無料DLC『Not A Hero』に登場する白い体色と白煙を発するファット・モールデッド。フューマーやファット・モールデッドよりもさらに巨大な体を持つ。フューマーと同じくダメージを与えても瞬時に再生するが、ラムロッド再生阻害弾を打ち込まれると再生機能を失い、以降は通常の攻撃でダメージを与えることができる。再生機能を失うと、体から発していた白煙が出なくなる。その巨体を生かした突進のほかにリトル・クロウラーを生み出すこともでき、さらに攻撃をくらった際に周囲へ体液を撒き散らすため接近することは非常に危険。再生を阻害された状態でも異様に高い生命力を持つ強敵。
ちなみにこちらもラムロッド再生阻害弾以外の攻撃に対し「警告：高再生能力により攻撃無効」の表示が出るようになっている。
アリゲーター
『End of Zoe』に登場する。ベイカー邸周辺の湿地帯に生息する野生のワニだが、特異菌に感染している為か、身体に水ぶくれのようなものができている。水中で接近すると噛みつかれて即死してしまうため、基本的には回避するか、投げ槍を使って始末することになる。
WM-001aリトル・クロウラー
無料DLC『Not A Hero』に登場する蛙のようなクリーチャー。群体で出現し、対象に取り付いた瞬間に自爆してダメージを与える。個体自体は貧弱で踏みつけただけで絶命する。
食人虫(成体)
旧館でマーガレットによって使役される巨大な羽虫。壁や床に張り付いており、近くで音を立てるとプレイヤーの周囲を飛び回る。
針で突き刺してくる他、腕に掴みかかれると振り解く為の動作で数秒間無防備になってしまう。基本的にどの武器でも一撃で倒せ、静かに移動すれば気づかれないので駆除するのは容易である。
食人虫（幼体）
旧館各所にある巣やマーガレットの体内から出現する食人虫の幼体。幼体でありながらすでに成体に近い姿で羽虫本来の大きさからそれ以上まである。
成体同様に耐久力は無いに等しいが群れを成して飛びかかって来るため、まともに戦うにはバーナーのように広範囲へわたる武器が必要不可欠である。
食人蜘蛛
旧館の扉やゲージなどに張り付いている蜘蛛。プレイヤーが近づくと跳んで攻撃してくる。

### ボスクリーチャー
ホフマン
DLC『21』でブラックジャックをする相手。
「Survival」、「Survival+」ではアンデッドホフマン、モールデッドホフマン、ビッグヘッドが登場する。
変異ミア
エヴリンに操られ、凶暴化した状態のミア。作中の選択肢によっては終盤でも戦うことになる。エヴリンの支配と自身の精神が混濁した状態らしく、イーサンに対する自身本来の想いとエヴリンによって強制的に植え付けられた殺意の言葉を投げかけ、鋭い木片やチェーンソー、金属片を武器に襲い掛かってくる。終盤ではエヴリンがイーサンに見せる幻覚として、序盤の狂暴化したミアがフラッシュバックの中で襲ってくる。
ジャック
本館で幾度となく遭遇し、イーサンを執拗に追跡してくる。姿はただの人と変わらないが特異菌によって凄まじい怪力とほぼ不死身の再生力を誇る。頭突きなどの肉弾戦の他、ショベルや伐採斧、刺を付けた塗装用ローラーなどを凶器として振り回して攻撃してくる。決戦の場となる死体保管庫では途中からチェーンソーを組み込んだ巨大鋏を武器として使用してくる。
上記の通り不死身とも思われる再生力を持っており、イベント戦を除けば、館内を巡回している状態ではいかなる手段をもってしても完全に活動を止めることは不可能で、ある程度のダメージを与えて昏睡しても、攻撃を与えると即座に蘇生して活動を再開してしまう。死体保管所での戦いにおいては、短時間に多大なダメージを負ったため特異菌の新陳代謝が過剰活動を起こし、上半身から巨大な顔のような核が剥き出しの状態で現れて動けなくなる。この核にダメージを受け続けると特異菌の新陳代謝に体が耐えられなくなり、自爆してしまう。
変異ジャック
上半身が爆散したにもかかわらず生きており、特異菌の過剰代謝によって異常に巨大化している。全身がドス黒い特異菌に覆われ以前の面影は頭部に僅かに残るのみとなっている。特異菌によって形成された複数の腕を振り回す、頭部から胃酸を吐きかけるなどの単純な行動のみだが、どれもが大ダメージを伴う危険な攻撃である。弱点は体の各所に形成された眼球であるが、それらを潰されても活動を停止せずイーサンに襲いかかる。最期は血清を打たれたことで特異菌の代謝が停止し、全身を石灰化させて活動を停止した。
スワンプマン
『End of Zoe』に登場する大柄なクリーチャーで、同シナリオにて三度に渡ってボスキャラクターとして立ち塞がる。呼び名の「スワンプマン」は「沼男」の意。大柄の人型で顔や四肢、体格等が辛うじてジャックの面影を残しているが、全身はほとんどモールデッドのように変化して腐敗が酷く、口周りには無数の蟲が融合しており、当初は腐植土が変質したかのようなマスクで素顔が隠れていた。沼地に神出鬼没に出現しては、ゾイを狙って度々ジョーを襲撃する。ゲーム中に見つかる調査報告に「ジャックの細胞組織のみがエヴリンの特異菌との適合によって他の家族のものと比較にならない驚異的な再生力を持っている」という情報が記載されていることから、その正体は本来のジャックの肉体が損傷した際に切り離された肉片が何らかの形でジャック本体の形状と行動原理を模倣するまでに再構成が進んだ分離体の可能性もある。しかし、ゲーム中でも具体的な誕生経緯は不明であり、いつから存在していたのかすら定かではない。本編のジャックと同様に驚異的な再生能力とタフさを持ち、パワフルな肉弾戦を駆使するほか、最終的にはオリジナルのジャックが見せなかったような軽快なフットワークや、体内の特異菌を変化させたような触手を瞬時に伸ばして中距離攻撃を仕掛けてくる。AMG-78を装備したジョーとの殴り合いの末、AMG-78の最大出力のパンチで頭部が破壊され、肉体も石灰化して活動を停止した。
マーガレット
旧館でイーサンを探し回り、見つけると襲いかかってくる。近接攻撃が主だったジャックと違い、手に持ったランタンによって食人虫を操り、遠距離から攻撃してくる。感染者特有の怪力と再生力も持っており、男性であるイーサンを軽々と投げ飛ばす。
決戦の際はイーサンを床下へ突き落とし、見下ろす形で大量の食人虫をけしかけてくるため、銃などの遠距離攻撃で応戦するか、一定時間経過するまで食人虫を退け続ける必要がある。
変異マーガレット
イーサンの攻撃で倒れた後、特異菌の過剰代謝によって肉体に変化が起こった結果、両腕が異常なほどに伸び、下腹部が蜂の巣のように変異したマーガレット。蜘蛛のように四つ這いで素早く歩き回り、壁や天井にも張り付いて移動できる。長くなった腕で殴りつけてくる他、暗所で入り組んだ地の利を利用して天井や壁の穴から奇襲したり、壁に張り付いた状態から飛びかかってくるなど非常に厄介な攻撃方法をとる。また一旦姿を隠し、壁に張り付いて食人虫の巣を産みつけることがある。炎に弱く、股間部分に形成された球状の核が弱点。攻撃を加えることで仰向けに倒れるが、手足をばたつかせて抵抗する。一定のダメージを与えると、全身が石灰化して崩れ落ちる。
ルーカス
直接の戦闘はなく、実験場にて彼が「ゲーム」と称する罠や仕掛けを突破したり、彼が配置したクリーチャーと戦うことになる。
変異ルーカス
『Not A Hero』におけるラストボス。クリスにナイフで奇襲をかけたが返り討ちに遭い、銃弾で致命傷を負わされたショックで、体内の特異菌が臨界を突破してルーカスが変異した姿。クリーチャーへの変異は、かつてエヴリンがE-ネクロトキシンを注射された時と同様にルーカスの肉体が黒く溶解し、その後天井に作られた巨大な繭から産み落とされる形で出現する。身体の質感はモールデッドや変異ジャックに近い黒カビ状だが、両腕が異様に肥大化しており、頭部は三つに分裂しているかのような形状をしている。ルーカスの自我は残っているが、それまで得意としていた頭脳戦ではなく、クリスやイーサン達への憎悪を口にしながら、力任せの肉弾戦を仕掛けてくる。
主に複数の巨大な腕に変異した右腕を振り回しながら攻撃してくる。対して左腕は巨大な盾状に変異し、弱点である頭部や胸部を覆うことで守ることができる。ダメージを負うと更に変形した上で大量の特異菌を撒き散らし、高性能フィルターでさえ防げないほど周囲を高濃度に汚染するが、最後はクリスによって無力化されたところを頭部を撃ち抜かれて死亡した。
E-001エヴリン
廃屋の屋根裏にて、幻覚である少女の姿でイーサンと対面する。一定間隔で衝撃波を放つため、ガードしながら近づいてE-ネクロトキシンを注射しなければならない。なお銃撃は一切効かない。
変異エヴリン
E-ネクロトキシンを打たれたエヴリンが暴走を起こし変異した姿。本作のラストボスである。
廃屋を覆い尽くすまでに特異菌を拡散させ、自身も異様なほどに巨大化した。もはや人としての姿形はなく特異菌によって形成された胴体の中央に顔がついており、周囲から無数の触手が伸びている。攻撃は伸びた触手で殴りつけてくるだけだが、その巨体故に大ダメージを伴う。最期は血清弾が装填されたアルバート-01（サムライエッジの改良版）によって止めを刺され、全身を石灰化させて活動を停止した。
彼女との戦闘は、正面から迫ってくる彼女をただ攻撃し続けることで進行するため、過去作のように駆け引きのある最終戦ではなく、エンディングを前にしたイベント戦闘という意味合いが強い。

## ゲームの舞台
ベイカー農場
ルイジアナ州の架空の街「ダルヴェイ」の郊外に位置する本作の舞台。廃屋と本館、旧館、かつては牛の飼育場だったと思われる実験場、沼地のボートハウスなど、複数の建物によって構成されている。
本編の3年前である2014年に、農場主のジャックがアナベル号の漂着現場に倒れていたミアとエヴリンを保護し、ワケありの親子連れだと思って家に迎えたことが惨劇の連鎖を引き起こす発端となる。
やがて「家族」を求めるエヴリンによって一家全員が特異菌に感染してしまい、異変にいち早く気づいた長女ゾイを除いて全員が影響下に置かれたことにより、訪れた人間を次々と囚えていく魔の巣窟となる。
以降、敷地内と隣接する森には黒い幽霊（モールデッド）が出没するようになる。当然、失踪事件や幽霊の調査は行われたが巧妙にカモフラージュされてしまい、地元警察の努力も虚しく、外部まで異常が伝わらないままに事態は悪化の一途を辿っていく。当初は「家族」として囚えられた人々もやがては感染しモールデッドへと転化、もしくはベイカー一家の異常な暴行によりその全てが死亡している。
事件後は敷地周囲に隔離壁とアンブレラの野営地が設置され、特異菌の解析と治療薬の開発が行われていた。しかし隔離壁外であっても特異菌の汚染は深刻で、沼地にはいたる所に特異菌の塊が散見され事件後もなおモールデッドが複数発生し、アンブレラの隊員達に犠牲者が出ていた。
廃屋
ベイカー農場の外れに位置する一家がかつて住んでいたという住居のひとつ。イーサンがベイカー農場で最初に訪れる他、過去にはクランシーらテレビ局クルーが取材に訪れたり、ジャックに拉致された男性（体験版の主人公）が監禁されるなど、それぞれこの場所から災難に巻き込まれていく事となる。
地下室の一部はルーカスが自我を取り戻して以降、エヴリンの監視や謎の組織との連絡の為に使っていた研究室があるパーナビー塩鉱と繋がっており、普段は通路は隠されている。終盤では廃鉱を通って再度訪れ、エヴリンとの最終決戦を行う舞台となる。
本館
ベイカー農場の中心部にあるベイカー一家が居住している屋敷。地上2階・地下1階建て。中央のホールを挟み、非常に広大かつ入り組んだ造りといった『1』の舞台となった洋館を思わせる構造となっている。ベイカー一家が感染して以降、屋敷の至る所が特異菌であるカビの塊に汚染されている。
また、これまでのシリーズ同様に多くの扉が施錠されており、それらの鍵を開けるのに扉に貼り付けられた剥製と同じ動物の鍵「蛇」「蠍」「カラス」が必要とされる部屋がある。
他にも旧館や実験場などに入る為のアイテムが隠されている場合があり、他のエリアに行き来できるようになって以降も頻繁に戻ってくる必要がある。
地下には後述の加工場が設けられている他、2階にはかつてルーカスが使っていた子供部屋があり、彼が自作したからくりを起動させる事で屋根裏部屋に登る事ができる。中庭へ続く出口はホールの扉のみであるが、外へ出る為には屋敷の各所に隠された3つの魔犬のレリーフが必要とされる。
改築には『1』の洋館を設計したジョージ・トレヴァーとの関連性を示唆させる「トレヴァー＆チェンバレン建築設計事務所」が携わっていた。
加工場
本館地下に広がる解体作業場や死体保管所などを備えた広大な施設。地上とは比べ物にならないほど特異菌による汚染が酷く、モールデッドが多数徘徊している。
ベイカー家に拉致された人間をここで転化させたり解体しているらしく、至る所に人肉や死体袋、家畜として飼われていた牛の無惨な死骸が置かれている。
中庭
ボートハウス、廃屋を除くベイカー農場各施設を繋ぐ場所で、作中で最も頻繁に行き来する事となる。トレーラーハウスの他、ルーカスの実験場や、旧館に続く桟橋への出入り口などがある。
トレーラーハウス
中庭の一角にあるゾイの住居。かつては物置として使われていたが、ベイカー一家が豹変して以降、ゾイはここを活動拠点に治療の糸口を探っていた。その為、室内にはアイテムボックスやテープレコーダーや複数のアイテムが置かれ、実質セーフハウスとして機能している。
旧館
本館から中庭や森を挟んで離れた場所に位置するもう一つのベイカー家の邸宅。本館同様に地上2階・地下1階建ての構造だが、特異菌の汚染に加え、3年前にベイカー一家がエヴリン達を保護する直前に発生していたハリケーンによる暴風雨の被害を受けていた事もあって、本館以上に荒廃しており、屋敷全体が半壊した廃墟同然の状態となってしまっている。
現在ではマーガレットがエヴリンから貰ったあるモノを祀り、“聖域”として保護する事に執心している為、屋敷の至る場所に彼女の操る食人虫やその巣が守衛代わりに配置されている。
グリーンハウス
旧館の近くに位置する温室。旧館同様に暴風雨の被害を受けた為か、半壊状態となっている。
旧館でイーサンに敗れた後、変異を起こしたマーガレットとの決戦の舞台となる。初めて訪れる際には旧館から床下の隠し通路を通って向かうが、門を開く事で中庭からも行き来が可能となる。
実験場
中庭に隣接されたルーカスが自作したトラップや拷問具の性能を試すついでにベイカー一家に拉致されてきた者達を加虐する為の拷問施設。派手なイルミネーションで彩られたり、白いペンキが撒かれたり首のないマネキンが多数配置されるなどの異常な装飾の施された部屋や、通路の至る所にワイヤー式の地雷や爆弾の仕組まれた木箱などの危険なブービートラップが仕掛けられ、施設の一角にはクランシーと思われる焼死体が安置されている等、ルーカスの常軌を逸した精神や嗜癖を連想させる構造となっている。
最深部にはルーカスの監視部屋があり、そこからボートハウスへと続く桟橋に出る事ができる。
施設内の一部の設備から元は家畜の飼育場だった事が察せられる。
ボートハウス
ルーカスの実験場から続く水上の桟橋を通った先にある沼地に面した小屋。イーサンはこの場所でゾイと初めて対面する他、完全にクリーチャーへと変異したジャックとの決戦の場所となる。彼を倒した後、ここに隣接した船着き場からボートで、ミアかゾイのどちらかと脱出する事になる。
アナベル号
全ての惨劇の発端であるバイオハザードが発生したタンカー船。名称は廃船内に飾られた絵画で確認できる。「船長の親戚である家族連れの客」という名目でミアとアランによるエヴリンの護送に利用された。
アランのミスによってエヴリンが逃亡し、船内と船員達を特異菌で汚染した。やがて爆発事故を引き起こし、感染を免れた船員も嵐の海に投げ出されてミアを除き消息不明、事実上全滅した。
その後、大破した状態でベイカー農場付近の沼に漂着し、以降はそのまま放置されている。内部には船員だったであろう遺体やカビの塊がオブジェの様に点在しており、モールデッドの巣窟と化している他、事件発生から3年経った2017年の間もなぜか電力は生きている。
パーナビー塩鉱
ベイカー農場が位置する森の地下に広がる空間。かつては塩鉱として機能していた様だが、地盤が脆く事故が多発していた事が記録されており、閉鎖されて久しい。
謎の組織が密かに研究所を建設し、エヴリンの監視と記録を行っていた。入口前の休憩小屋には何者かが生活していた痕跡があり、内部の坑道にはルーカスが仕掛けたトラップ（ワイヤー式の地雷）がある。組織によってエヴリンの支配から逃れたルーカスが秘密裏に組織と通信を行っていた。
奥はさらに広大な坑道が広がっているが、特異菌を培養する研究の影響で地上とは比較できないほど高濃度に汚染されており、高性能フィルター等を使わなければまともに立ち入ることができないエリアも多く、様々な形態のモールデッドが複数潜んでいる。
研究所
廃鉱の最深部に存在する大掛かりな研究施設。ルーカスが組織へのエヴリンに関する観察報告に隠れ家として使っていた研究室とは別に組織によって設置されたものらしく、ルーカスと組織側の研究員数名によって特異菌の研究をしていた。組織の意向によりルーカスが責任者として運用していたが、組織の研究員達はルーカスの奇行を告発しようとした際にルーカスによって殺害され、以降はルーカス単独で運用されていた。

## 用語
コデックス
序盤にゾイによってイーサンの腕に取り付けられる腕時計型の装置。イーサンの体力を波形によって表している他、エヴリンに関する様々なボックスを開錠することが可能。
正式名称は「ゲノム・コデックス」。エヴリンを開発した組織によって作られた物で、本来はエヴリンの位置情報やバイタルサインを表示し監視するための装置で、所持者同士での通話も可能。
E型特異菌
エヴリンを開発した組織によって発見されたカビに酷似した新種の真菌。本編中では単に「特異菌」と呼ばれる事が多い。見た目は粘性を持ったドス黒いカビでエヴリンによって自在に操られる。感染者の体組織を養分として徐々に細胞を特異菌のものへと置換していき、脳幹へ達すると完全にエヴリンの支配下に置かれ最後には完全に自我も喪失してしまう。感染初期からエヴリンの幻覚や幻聴を発症し、またその影響で性格や言動が徐々に豹変していくが、過去作に登場した「ジュアヴォ」同様に感染前の知能は、ほぼ完全維持されるため、一見未感染の時となんら変わりない日常生活や行動をとる事ができる。しかし、通常の人間には考えられない物を平然と食したり、衛生観念の欠如など、通常の人間と比べると明らかに異常と解る部分も見受けられる。
同様に感染者を支配する過去作の「プラーガ」との大きな違いは、上記の様に脳幹等への物理的な変調もあるものの、幻覚や幻聴を見せることによる「精神的な蝕み」が人格の改変への影響が大きい。その様子をイーサンの精神世界に現れたジャックは「心を完全に支配するのではなく、無理矢理心の中に入り込み、自分の感情を抑えられなくなる」と説明していた。また、ベイカー一家のように理性を残した特異菌感染者の特徴としては、エヴリンの影響で「家族」という概念に盲信しているが故に、「家族」の一員であるエヴリンの思想を肯定する一方で、「家族」として存在する自身の立ち位置に執心してしまうという傾向がある。実際に作中でイーサンやミア、クランシーを「家族」に取り入れようと襲ってくるジャックとマーガレットは、度々「父」や「母」である自分の立場が危うくなる矛盾に葛藤したり、理不尽に逆上する場面が見られ、兵器として必要な制御面、特に統制力や連携性の不安定さが「プラーガ」に比べるとデメリットな面と言える。
菌による新陳代謝によって身体能力の向上や切断された四肢でさえ自然接合するほどの再生力を得るが、特異菌の感染が全身に及ぶと人の姿を逸脱した姿へと変異してしまう。ベイカー一家のように完全に人の姿を保っている場合もあればモールデッドのような異形の姿に変わってしまう者など個人差があるようである。また適性がない者は感染していく過程で死亡してしまう。感染初期の自我が保たれている段階でも感染した時点で生殺与奪をエヴリンに握られており、言動も全て伝わってしまうため感染者は基本的にエヴリンに逆らう事が出来ない。しかしイーサンやゾイに対して感染していても支配できない、ルーカスの感染している演技に気付かないなど、支配自体は完璧とは言えない。
作中で読める研究資料から正式名称は「■■■■・■■■■■」の文字列だということだけ確認できる。
『8』では、元はマザー・ミランダが統治しているヨーロッパの村の地下にある菌根を中心に繁殖していた原種を、エヴリンを開発した組織がミランダに研究協力を申し出て入手し、同時にミランダから提供された娘エヴァの胚に原種のDNAを組み込む形で開発した経緯が判明した。
被験体
エヴリンの他に生物兵器として開発されていた者達。特異菌のゲノムをステージ4以降のヒト胚に組み込み、38～40週の培養によって開発された。開発途上で性能不良が発見されたものはA～Dのナンバリングがされ、全ての課題をクリアしたエヴリンのみE型被験体と呼ばれていた。共通点として10歳前後の少女の外見をしており、これは都市や難民などの社会集団に紛れ込ませるのが容易であるからとされる。なお、組織は被験体（エヴリン）の護送の際には父親役（アラン）、母親役（ミア）の2名の同伴を推奨している。これは周囲に一般的な「家族」であると偽装させるとともに、親という立ち位置を設けることで被験体にある程度の服従心を擦り込ませる意図があるとされる。
血清
特異菌の新陳代謝を停止させ石灰化させる血清。感染者に投与することで体内の特異菌を排除しエヴリンの精神支配からも脱することが可能だが、感染が全身に及んでいた場合は感染者自身も死亡してしまう。精製には他の被験体の脳神経と末梢神経が必要で、作中ではミイラ化したD型被験体の頭部と腕が使用された。
E-ネクロトキシン
エヴリンを殺処分するために開発された壊死毒。エヴリンの体組織に他の被験体の体組織と血清を組み込むことで精製することができる。即効性で被験体に打ち込むとすぐさま嘔吐し、短時間で死亡する様子が作中の資料写真で記録されている。組織と内通していたルーカスが万が一の手段として用意していたらしく、作中でイーサンはもぬけの殻と化した彼の隠れ家に安置されていた生成装置をコデックスで起動させることで作り出した。
H.C.F.
かつてアルバート・ウェスカーが所属していた組織。研究所に残されていた書類からエヴリンの開発に関わっていたことが判明するが、初登場した『CV』から15年以上経っている今作でも正体は未だ謎に包まれている。
アンブレラ
作中2007年に旧アンブレラの退職者たちによって創設された新生アンブレラ。製薬企業ではなく対バイオテロ専門の民間軍事会社として創設され、企業理念も「アンブレラの罪の清算」として所属隊員達に周知しており、贖罪の意識の表れとして、敢えて悪名高いアンブレラの名前を企業名としている。社章も旧アンブレラと同じく傘であるが、旧アンブレラのイメージを払拭すべく色は旧アンブレラの「赤と白」から「青と白」に変更されている。
活動は世界に拡散された生物兵器の根絶、また生物兵器を扱う犯罪者達の捕縛であり、今作でもB.S.A.A.に対してクリスを作戦顧問として招聘し、ルーカスの確保と関連が疑われる組織「コネクション」との調査が行われている。しかし、クリスは旧アンブレラの職員が在籍している事や、アンブレラという企業名そのものに懐疑心を抱いており、完全には信用していない。
コネクション
生物兵器の闇市場において暗躍している国際的犯罪組織。エヴリンを開発した組織として強く疑われているが、規模や人員、拠点などは判明しておらず謎も多い。
『8』のボーナスコンテンツ「ベイカー邸事件調査ファイル」の中で、コネクションのミュンヘン研究所がエヴリンを開発したことが判明した。
決まった拠点を持たないネットワーク型の犯罪組織で、組織の規模は不明だが活動範囲は全世界に渡っている。特に近年は、東欧で活発に活動している。主な活動内容はB.O.W.の製造と販売で、特異菌とエヴリンも組織の「商品」。
創設者は「ブランドン・ベイリー」。アンブレラ社幹部養成所所長でT-ウイルスを開発した科学者であるジェームス・マーカスの弟子にして、アンブレラ社総帥のオズウェル・E・スペンサーの右腕だった男で、アンブレラ・アフリカ研究所の元所長。思想の違いからスペンサーから離反し、独自の犯罪ネットワークを作り上げた。

## ダウンロードコンテンツ
ゲーム本作購入後、公式サイトにてダウンロードできる追加コンテンツ。
発禁フッテージ（Banned Footage）
「ベイカー家で発見されたビデオテープ」という名目で、屋敷で起こった本編と異なる過去の事件を追体験するミニゲーム。操作方法は本編と同じであるが、各々に独自の要素やルールがある。
ナイトメア
主人公はクランシー。ゲームのジャンルとしてはサバイバルゲーム。
「拉致された深夜の地下室で夜明けまで生き残る」という名目で、エリア内を動きながらクリア条件達成まで現れ続けるモールデッドやジャックを倒す。
フィールドには計4か所「粉砕機」というオブジェクトがあり、起動させると微量の「スクラップ」を出し続け、それを回収した量に応じて開始地点にて「作成」ができる。
「作成」は主に銃器や弾薬を作る「アイテム」と、銃器や粉砕機の性能を上げる「スキル」の2種類があるが、中には2回目以降の作成の消費量が増加しているものもある。またエリアの特定の位置に敵を足止めしたり攻撃を補助するトラップがあり、一定量のスクラップを消費することで作動させることが可能。
設定上では午前0時から5時までの1時間ごとの計5段階のステージに分かれており、1時間ごとのリザルトでもスクラップが報酬で入るが、時間を経過するごとに難易度が上がっていく。
ベッドルーム
主人公はクランシー。ゲームのジャンルとしては脱出ゲーム。
マーガレットによって拉致された部屋中の謎を解き、最終的に部屋の隠し通路から逃げ出せばクリア。
大雑把にゲームの本質を言えば「だるまさんがころんだ」の要素を含んでおり、探索中に必然的に発生してしまう騒音（柱時計の時報、ワインボトルの破裂音等）を察知したマーガレットが部屋に戻ってくるまでに「探索の一環として移動させたり持ち出したアイテムを（少なくともマーガレットの視野に入るものを）初期位置に戻す」、「ベッドに戻って拘束されたふりをする」の条件を満たさなければマーガレットに逃げ出そうとしていたことを勘付かれ、ペナルティとしてダメージを受けたり、ゲームオーバーになってしまう。
イーサン マスト ダイ
主人公はイーサンだが、本編とは一切繋がりが無い独立した高難易度ゲームで、VR非対応。
モールデッドたちの猛攻を掻い潜りながらベイカー邸を探索していき、最終エリアで待ち構えている変異マーガレットを撃退するとクリア。タイトルに違わず本編以上の高い難易度で設定されており、「アイテム位置がランダム」「敵の攻撃を1～2発受けただけで死亡する」「アイテム木箱がランダムに爆弾に置き換わる」などいくつかのプレイヤーを苦しめる制約がある。
21
主人公はクランシー。ゲームのジャンルはカードゲーム（ブラックジャック）。
自分と同じくルーカスに拉致されたホフマンという男性と対面し、強制的にブラックジャックをさせられる。カードは通常の数字カードの他にも、様々な効果を発動させる「スペシャルカード」があり、戦況を左右する。
ゲームは計3セットでそれぞれにペナルティとして拷問器具や処刑器具が用意されており、ゲームに負けた段階でいずれかの餌食になる。通常版は1回戦が指をへし折る器具で2回戦は感電装置、3回戦は爆弾。グロテスクVerは1回戦が指切断機で2回戦は感電装置、3回戦は丸鋸。感電装置を仕掛けた2回戦では、ゲームに負けるか又はドローだと電流の餌食となるため、設定された電流値が最大値の場合は勝利しなければゲームオーバーとなってしまう。
クリアすると「Survival」モードが解放される。拷問器具は1回戦の器具のみが用いられ、5回ミスする前に5人に勝ち抜けばクリアとなる。
「Survival」をクリアすると「Survival+」モードが解放される。2回戦の感電装置のみが拷問器具として用いられ、プレイヤー側の電流メーターが10になる前に10人の相手に勝ち抜けばクリアとなる。
ドウターズ
主人公はゾイ。本編の前日談と言える3年前のストーリーで、「ごく普通の一般家庭だったベイカー一家が如何にして豹変したか」という本編で語られなかった真相が描かれている。
序盤は平凡な家庭として屋内を移動するが、途中からは感染してしまったマーガレット、そしてジャックに捕まらないように脱出する方法を探索しなければならない。
クリア条件としてはプレイヤーのプレイ内容によって本編との繋がりがあるものと、逆に繋がりがなく独立したもの（いわゆるバッドエンド）の2種類がある。
ジャック 55th バースデー
主人公はミア。『イーサン マスト ダイ』と同様、本編と一切関係がないミニゲームで、VR非対応。
「55歳の誕生日を迎えたジャックを祝う」という形で、拠点のテーブルに構えているジャックに、フィールド内に配置されている料理やドリンクを運んで食べさせる。
本編や他のDLCとは異なり『バイオ』の特色であるホラー要素を一切廃したコメディチックな作風であり、「祝ってもらうジャックが鼻眼鏡と帽子を被り、空腹で駄々をこねる」、「本編と異なりミアが陽気な口調」、「モールデッドたちが帽子やヘルメットを被って申し訳程度のコスプレをしている」、「銃器の発砲の際に軽快な効果音を鳴らしながら紙吹雪が舞う」などコミカルな雰囲気が徹底されている。
制限時間以内にジャックの満腹度を達成させるまで料理を食べさせるのがクリア条件だが、モールデッドにダメージを与える（あるいは倒す）ごとに「ボーナスタイム」が発生し、その時間が0になるまでメインのタイムは減少しない（最高ランクでクリアするためにはメインタイムを5～15秒程度しか減らさずにクリアする必要があるため、ボーナスタイムを稼ぐことが極めて重要となる）。また一部の施錠されているドアは、同じ錠前の蛍光色をしたモールデッドを撃退すれば通過できるようになる。ミスターエブリウェア人形を壊せば、蓄積されたボーナスタイムが2倍になる。なお、ゾイとルーカスはヒントとなるメモを残しているのみで登場はせず、マーガレットは通常体・変異体ともにモールデッドに混じってクリーチャーとして出現する（モールデッド同様蛍光色になっており、鍵の役目を果たす）
料理アイテムは他の銃器・スキルなどと所有枠を共有するため、アイテムのバランスも重要。また、料理は特定の組み合わせでよりジャックを満足させやすい上級料理へのCRAFTができる。ここで集める料理は本編のマーガレットが調理したような所謂「ゲテモノ」とうって変ってまともな料理であり、「はずれ」として配置されている「生ごみ」をジャックに食べさせるとあまりの不味さに吹き出してしまう。なお、回復薬も同様。ちなみにトロフィー「ミラクルシェフ」を達成するには吐き出してしまうようなものも含めた単体料理と上級料理全てをジャックに食べさせる必要があるほか、生ごみは砂糖と合わせることでジャックの満腹度をもっとも上げる最高の料理「ベイカースペシャル」を作成可能。
Not A Hero（ノット ア ヒーロー）
2017年12月14日に配信。主人公はクリス・レッドフィールド。本編のエンディング直後から物語が始まり、イーサンとミアの保護・移送を見送った後、コネクションへの内通者であるルーカス・ベイカーの確保及び、先行して交信が途絶えたアンブレラ隊員3名の捜索・救出の為に、ルーカスが逃げ込んだ廃鉱最深部にクリスは単独で突入する。
End of Zoe（エンド オブ ゾイ）
2017年12月14日に配信。時間軸は最後（本編から数週間後）に位置し、ジャック・ベイカーの兄であるジョー・ベイカーを主人公とした後日談。
ジョーが石灰化しかかっている姪ゾイを助けるため奔走する姿を描く。
銃器を持たず、手に入れる武器も即席で作る投げ槍や爆弾のみのため、基本的には鍛えぬかれた両拳だけでモールデッドを倒しながら進むことになる。また、回復アイテムとしてザリガニ、百足、芋虫といった生物が登場する。素手による肉弾戦が主となるが、背後から気付かれずに接近することで不意打ちを発動できるため、モールデッドを一撃で倒すこともできる。
序盤はゾイを治すための治療薬を求めてアンブレラの野営地を探索し、後半はゾイを連れ去ったスワンプマンを追跡していくことになる。

## バイオハザード7 ティザー 〜ビギニングアワー〜
『バイオハザード7 ティザー 〜ビギニングアワー〜』（バイオハザードセブン ティザー ビギニングアワー、BIOHAZARD 7 TEASER -BEGINNING HOUR-）は2016年6月14日よりPlayStation Plusの会員限定で配信されたPS4用の体験版。他のハード用の体験版も順次配信された。タイトルにつく「ティザー」はティーザー広告を意味する。

## 音楽
本作の主題歌には、マイケル・Ａ・レヴィン（英語:  Michael A. Levine）のプロデュースにより、フランス発祥と言われている伝統音楽「Go tell Aunt Rhody」をダークテイストにアレンジし、独自の歌詞を入れたものを使用している。主題歌の歌手はマイケルらが行ったオーディションの中で100人近い候補者から選ばれたジョーダン・レイン（英語: Jordan Reyne）)。本来、この主題歌の企画はアメリカのロス内で仕上げる予定のものだったが、ジョーダンがイギリスのロンドン在住だったため両都市間でネットによる遠隔収録が行われた。なお、この楽曲が本作の主題歌として使用されることは極秘事項で歌唱を担当したジョーダンにも伏せられており、当初は「誰もが知るフォークソングを不気味なイメージで歌う」としかオファーを受けておらず、後に知らされて興奮したという。

## 評価・受賞歴
カプコンの海外投資者向け資料において発表された本作の将来的な最終目標販売本数は全世界1000万本であるとされ、販売開始数週間の時点で300万本出荷を突破。国内向け決算資料においては「おおむね順調に推移した」とコメントされた。
「閉ざされた空間からの脱出」というシリーズの原点に戻り、恐怖と面白さを追求した演出と美しいグラフィックがプレイヤーから高い評価を受け「サバイバルホラーの最高傑作」として賞賛され、多くの賞を受賞した。また、アイソレートビューとプレイステーションVRを組み合わせることで、より没入感のあるプレイができる点も高く評価されている。

### 受賞
- 日本ゲーム大賞2016 - フューチャー部門[23]
- CEDEC AWARDS 2017 - サウンド部門 優秀賞[注 9][24]
- 日本ゲーム大賞2017 - 年間作品部門 優秀賞[22]
- 2017 Golden Joystick Awards - Best VR Game[25]
- PlayStation Awards 2017
  - Gold Prize[26]
  - ユーザーズチョイス賞[26]
  - PlayStation VR賞[26]
- The Game Awards 2017 - Best VR/AR Game[27][28]
- New York Game Awards 2018 - Coney Island Dreamland Award for Best Virtual Reality Game[29]
- National Academy of Video Game Trade Reviewers Awards 2017
  - Control Design, VR[30]
  - Sound Effects[30]
  - Sound Mixing in Virtual Reality[30]
  - Use of Sound, Franchise[30]
- 2018 SXSW Gaming Awards - VR Game of the Year[31]
- 2018 Game Audio Network Guild Awards - Best VR Audio[32]
- ファミ通アワード2017 - 優秀賞[33]

## エピソード
ゲーム情報サイト「AUTOMATON」にて2022年7月9日に配信された記事によると、9%のユーザーが本作を2分以下しかプレイしていないと英語圏の掲示板サイトであるRedditで話題になった。新規ゲーム開始後2分強のカットシーンが終わると「悪夢の始まり」という最初のトロフィー（実績）が手に入るのだが、このトロフィーの取得率が91%しかなく、9%のユーザーが起動したものの遊んでないとされる。トロフィーデータは、ゲームを起動した際に生成されるため、単に買って遊んでいないのではなく「起動したものの遊んでない」と考えられるとしている。

## 関連商品

### 書籍
- バイオハザード7 レジデント イービル 解体真書
- バイオハザード7 レジデント イービル オフィシャルガイド
- バイオハザード7 レジデント イービル ドキュメントファイル

### エアソフトガン
- サムライエッジ アルバート.W.モデル01
- アルバート.W.モデル01P
- トールハンマー アルバート.W.モデル02

### パチスロ
- パチスロ バイオハザード7 レジデント イービル[35]